# Smerinthini
Gli Smerinthini Grote & Robinson, 1865 sono una tribù di lepidotteri appartenente alla sottofamiglia Smerinthinae della famiglia Sphingidae, diffusa in tutti i continenti tranne l'America Meridionale.

## Distribuzione
La tribù è diffusa dall'Australia all'intera Regione Olartica fino all'Africa Meridionale, presentando frequenti endemismi, in particolar modo in Estremo Oriente, a causa della spinta antropica; non si annoverano generi sudamericani.

## Tassonomia

### Generi
Questo taxon annovera 66 generi, comprendenti 297 specie:
- Genere Acanthosphinx Aurivillius, 1891
- Genere Afroclanis Carcasson, 1968
- Genere Afrosataspes Basquin & Cadiou, 1986
- Genere Afrosphinx Carcasson, 1968
- Genere Agnosia Rothschild & Jordan, 1903
- Genere Amorpha Hübner, 1809
- Genere Anambulyx Rothschild & Jordan, 1903
- Genere Andriasa Walker, 1856
- Genere Avinoffia Clark, 1929
- Genere Cadiouclanis Eitschberger, 2007
- Genere Callambulyx Rothschild & Jordan, 1903
- Genere Ceridia Rothschild & Jordan, 1903
- Genere Chloroclanis Carcasson, 1968
- Genere Clanidopsis Rothschild & Jordan, 1903
- Genere Clanis Hübner, 1819
- Genere Coequosa Walker, 1856
- Genere Craspedortha Mell, 1922
- Genere Cypa Walker, 1865
- Genere Cypoides Matsumura, 1921
- Genere Daphnusa Walker, 1856
- Genere Dargeclanis Eitschberger, 2007
- Genere Degmaptera Hampson, 1896
- Genere Falcatula Carcasson, 1968
- Genere Grillotius Rougeot, 1973
- Genere Gynoeryx Carcasson, 1968
- Genere Imber Moulds, Tuttle & Lane, 2010
- Genere Langia Moore, 1872
- Genere Laothoe Fabricius, 1807
- Genere Larunda Kernbach, 1954
- Genere Leptoclanis Rothschild & Jordan, 1903
- Genere Leucophlebia Westwood, 1847
- Genere Likoma Rothschild & Jordan, 1903
- Genere Lophostethus Butler, 1876
- Genere Lycosphingia Rothschild & Jordan, 1903
- Genere Malgassoclanis Carcasson, 1968
- Genere Marumba Moore, 1882
- Genere Microclanis Carcasson, 1968
- Genere Mimas Hübner, 1819
- Genere Morwennius Cassidy, Allen & Harman, 2002
- Genere Neoclanis Carcasson, 1968
- Genere Neopolyptychus Carcasson, 1968
- Genere Opistoclanis Jordan, 1929
- Genere Oplerclanis Eitschberger, 2007
- Genere Pachysphinx Rothschild & Jordan, 1903
- Genere Paonias Hübner, 1819
- Genere Parum Rothschild & Jordan, 1903
- Genere Phyllosphingia Swinhoe, 1897
- Genere Phylloxiphia Rothschild & Jordan, 1903
- Genere Pierreclanis Eitschberger, 2007
- Genere Platysphinx Rothschild & Jordan, 1903
- Genere Poliodes Rothschild & Jordan, 1903
- Genere Polyptychoides Carcasson, 1968
- Genere Polyptychopsis Carcasson, 1968
- Genere Polyptychus Hübner, 1819
- Genere Pseudandriasa Carcasson, 1968
- Genere Pseudoclanis Rothschild, 1894
- Genere Pseudopolyptychus Carcasson, 1968
- Genere Rhadinopasa Karsch, 1891
- Genere Rhodambulyx Mell, 1939
- Genere Rhodoprasina Rothschild & Jordan, 1903
- Genere Rufoclanis Carcasson, 1968
- Genere Sataspes Moore, 1858
- Genere Smerinthulus Huwe, 1895
- Genere Smerinthus Latreille, 1802
- Genere Viriclanis Aarvik, 1999
- Genere Xenosphingia Jordan, 1920

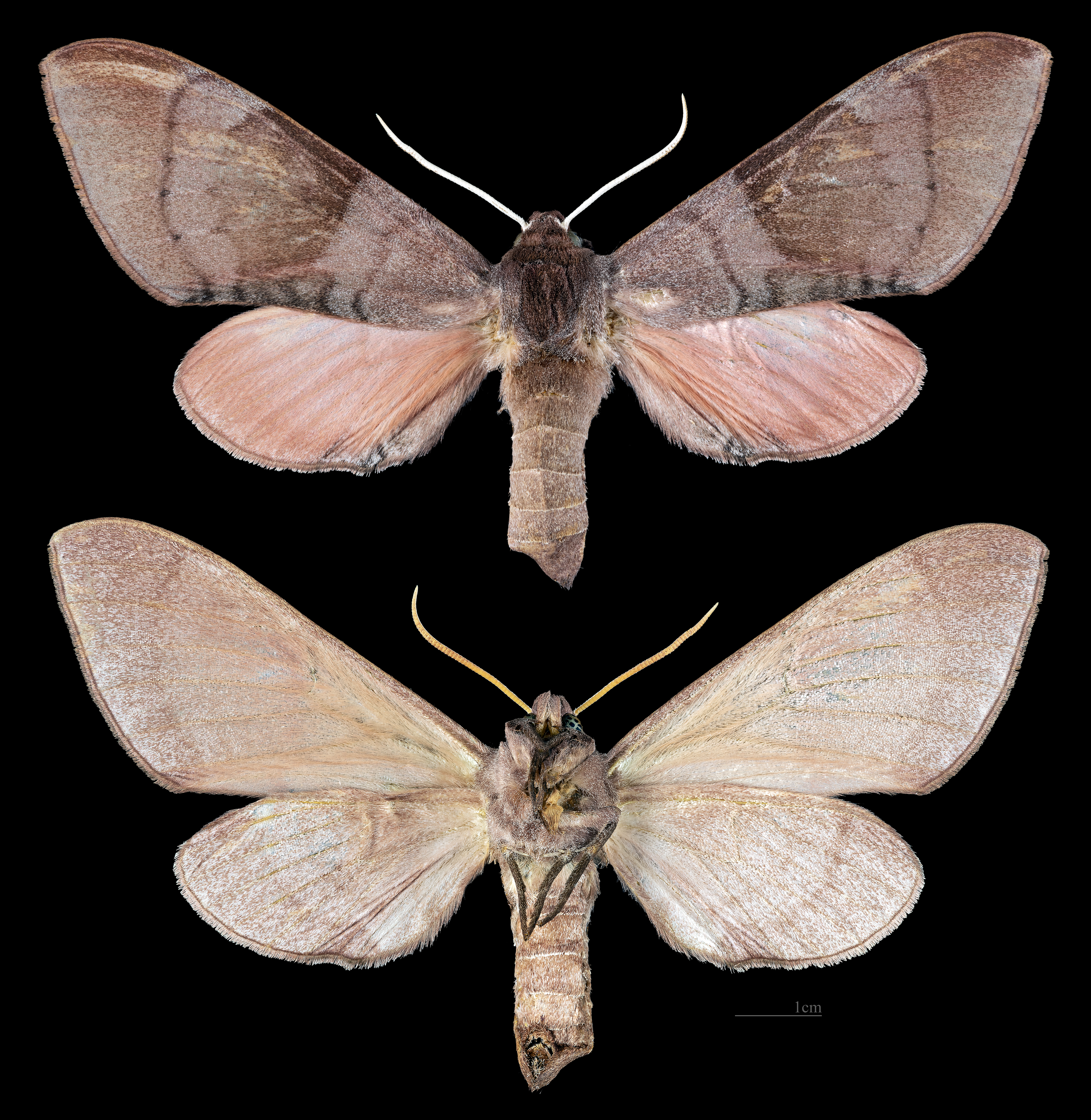
Agnosia
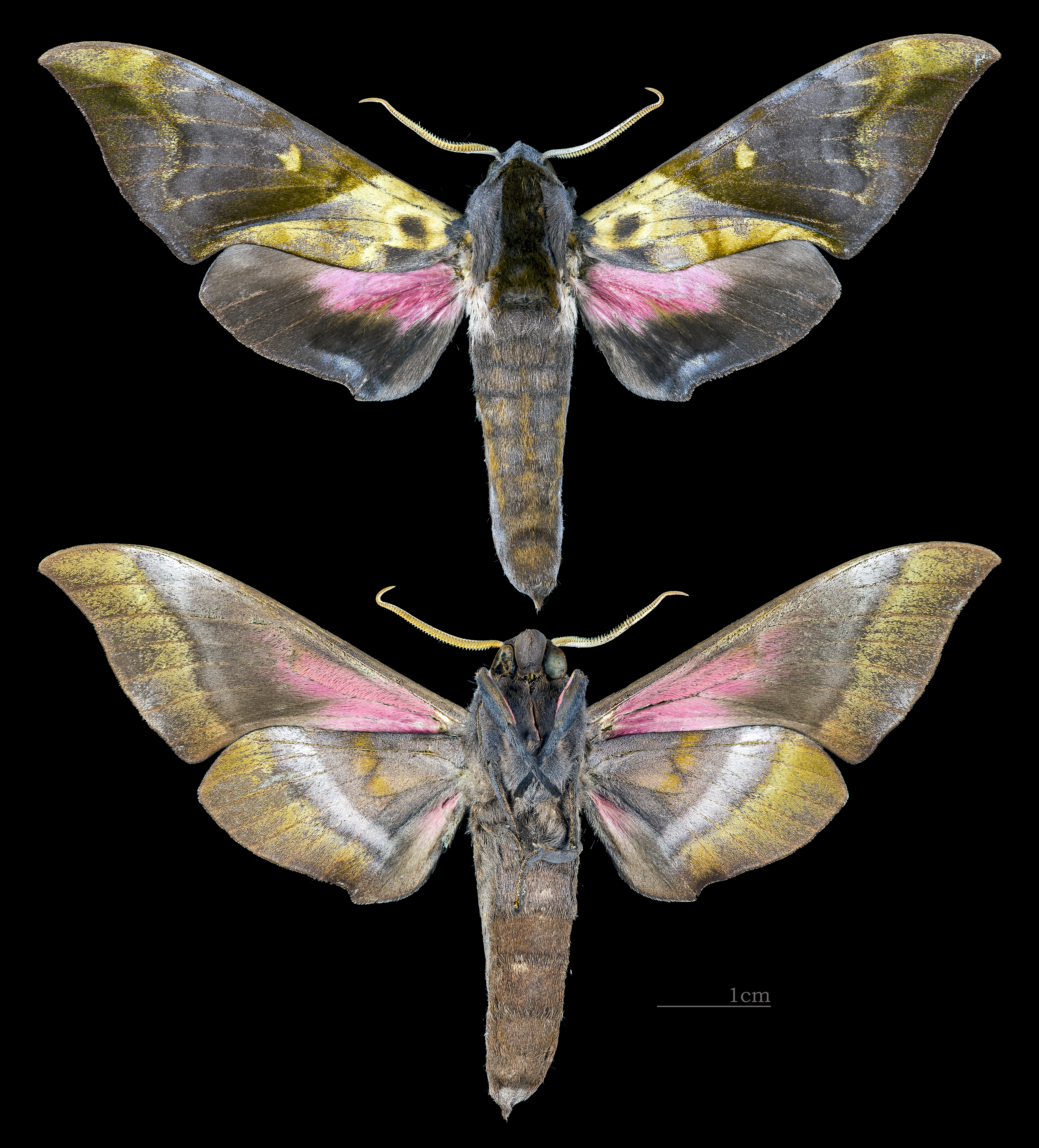
Anambulyx
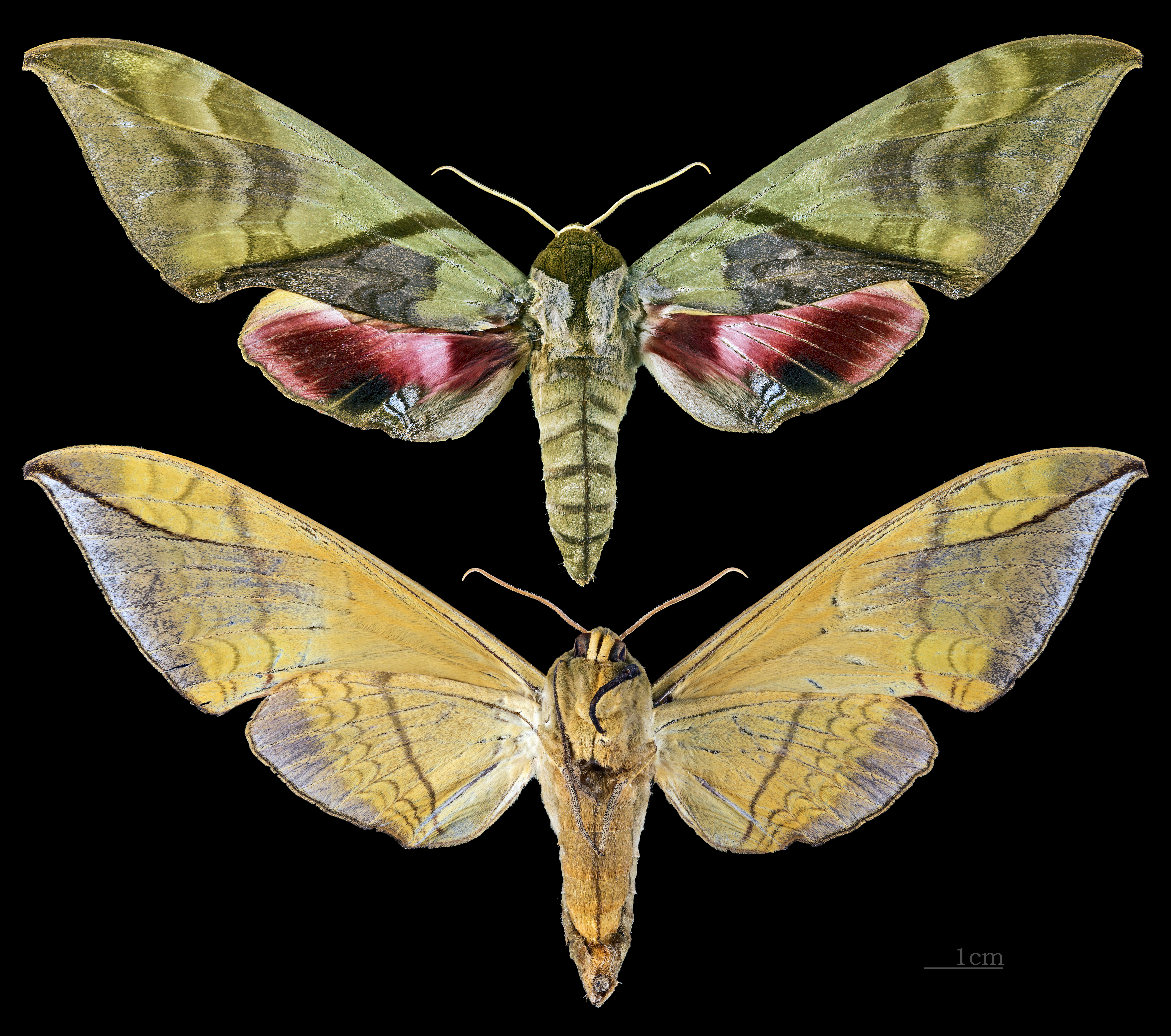
Callambulyx
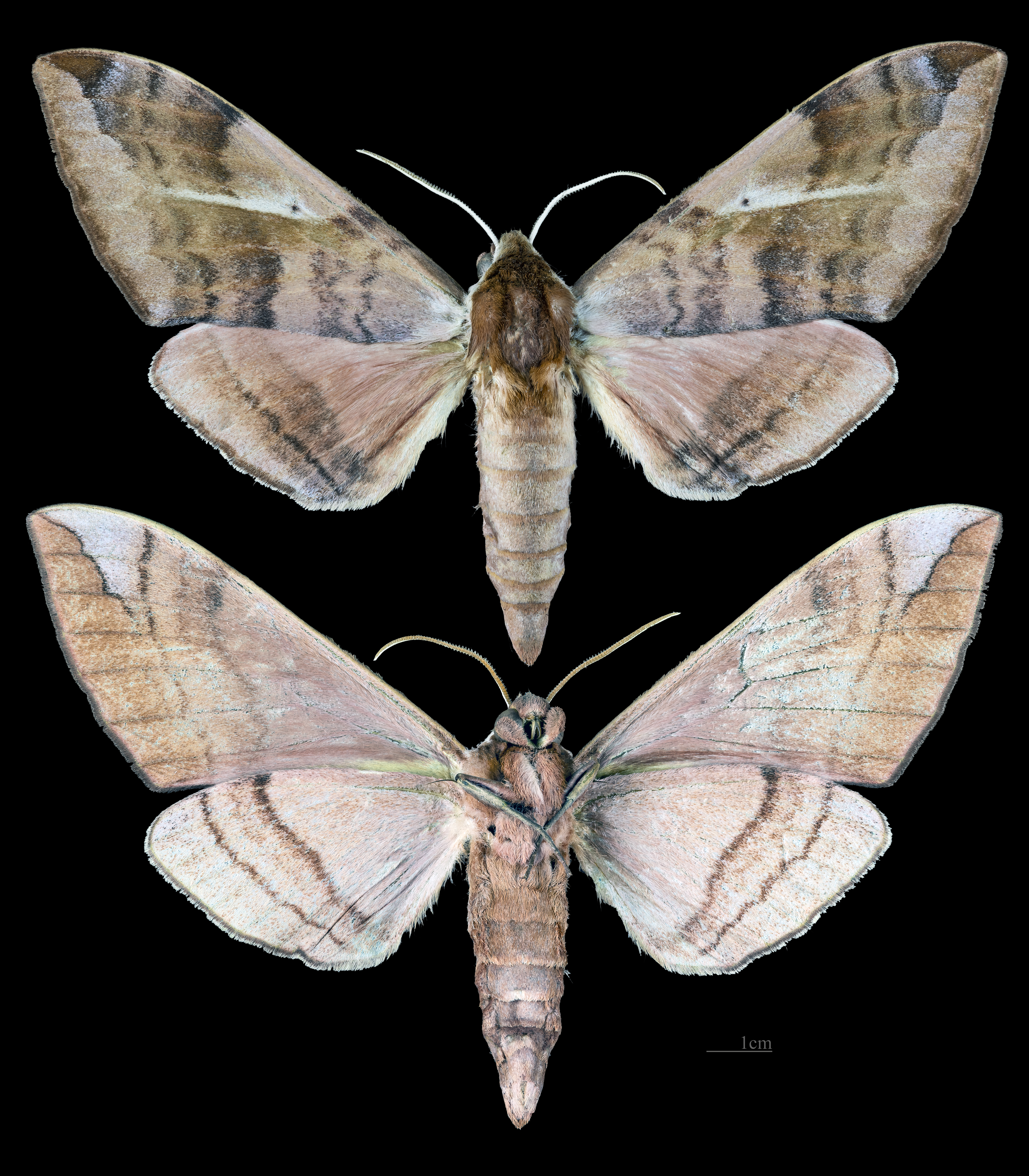
Clanidopsis
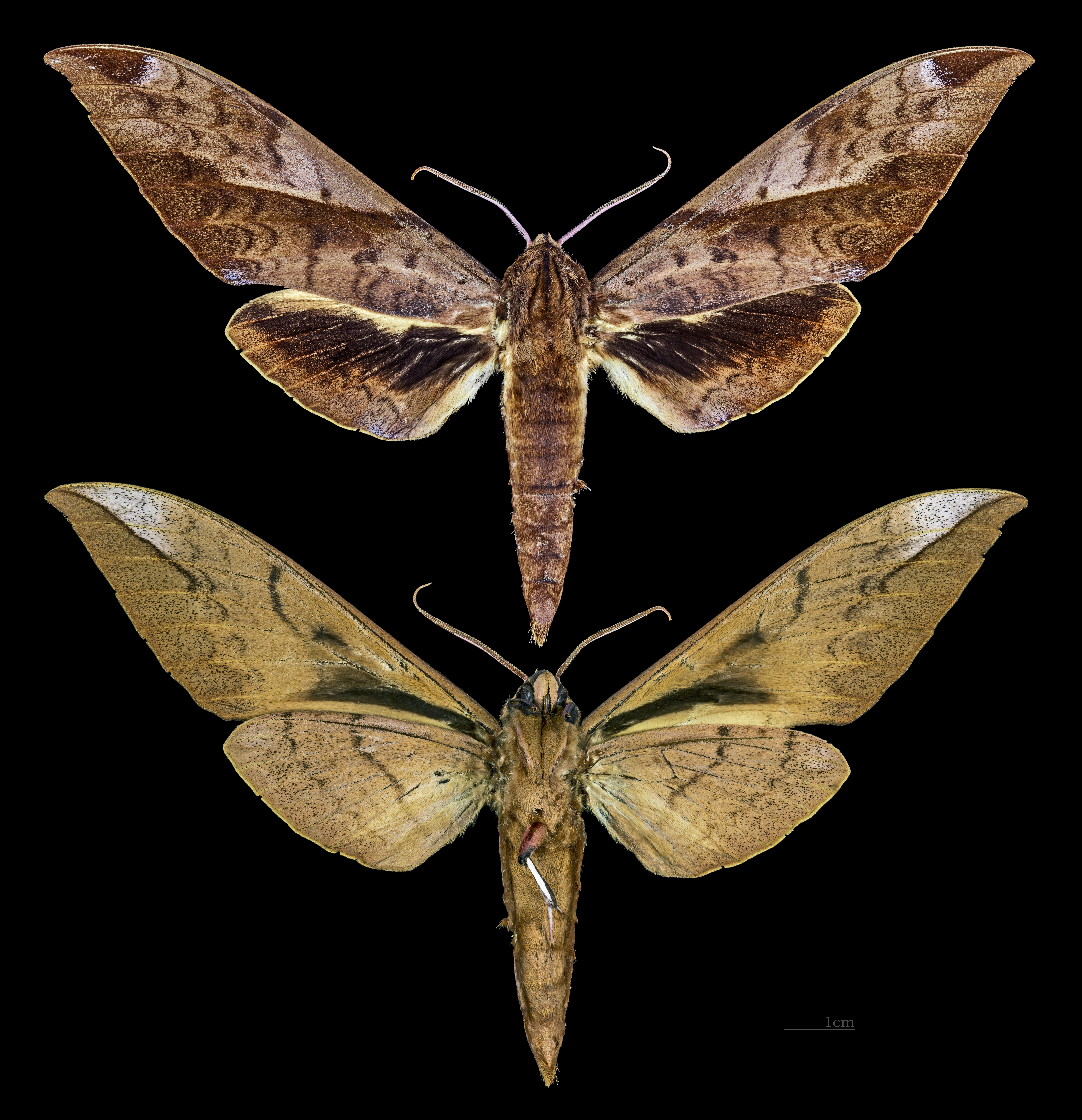
Clanis
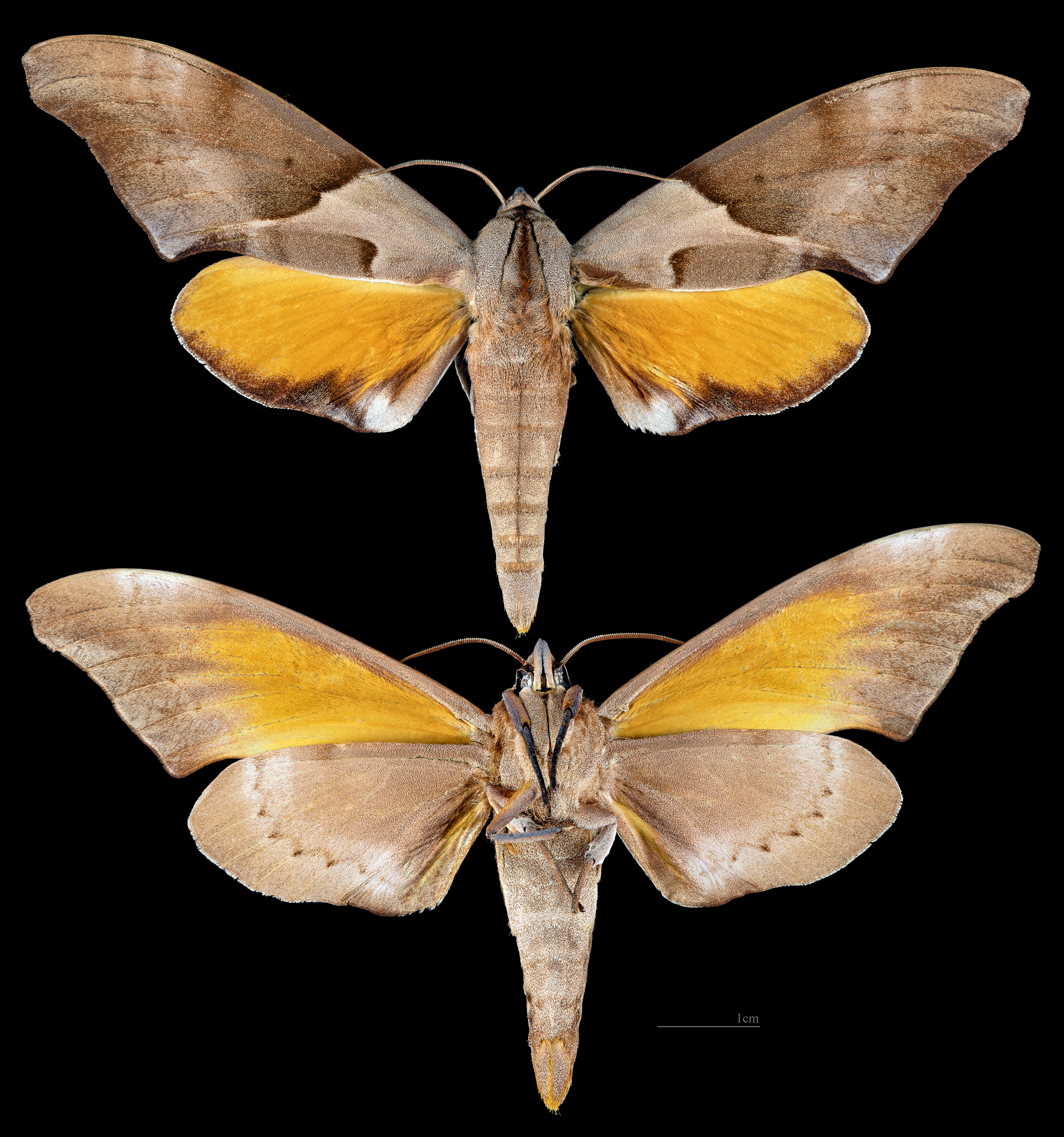
Coequosa
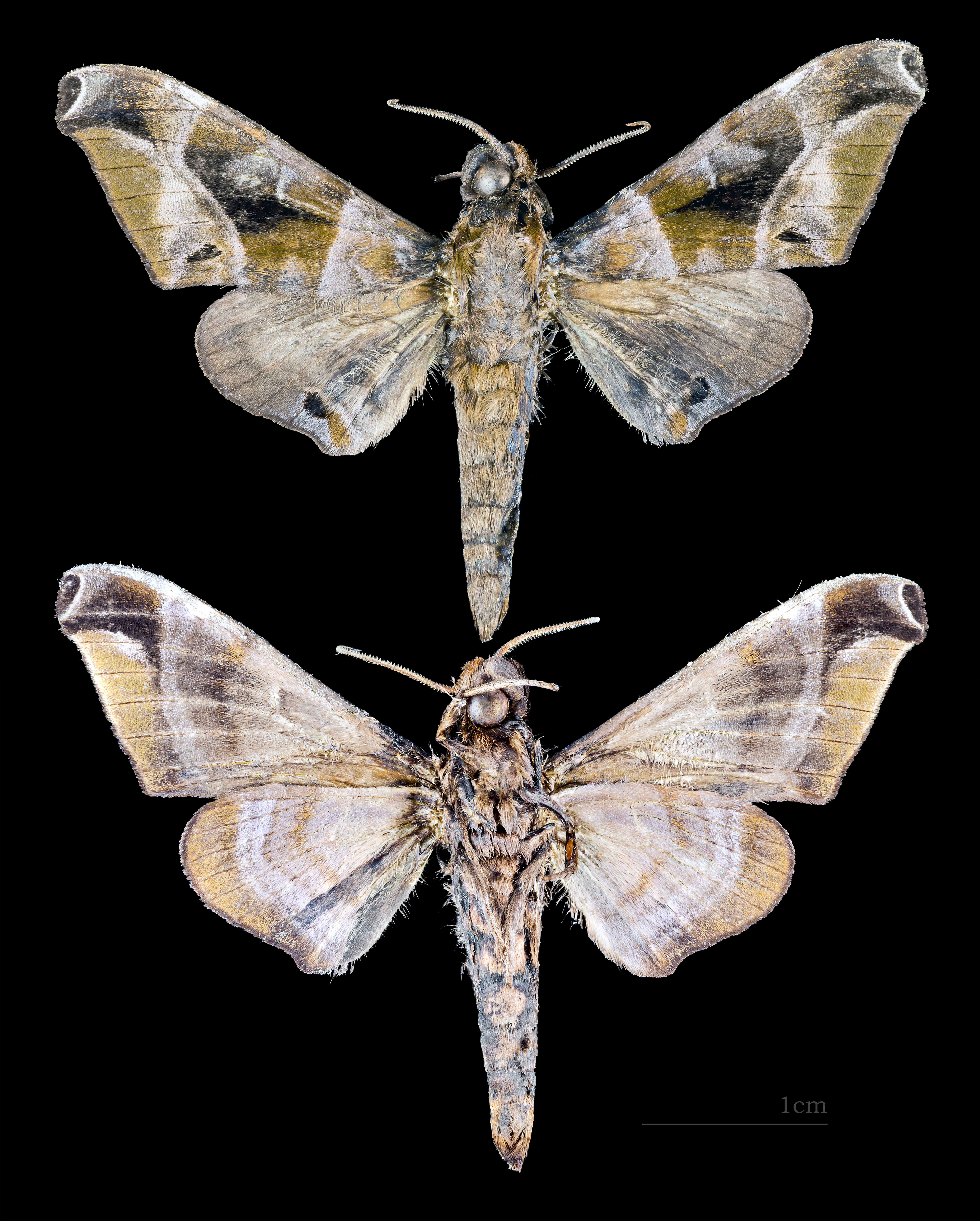
Craspedortha
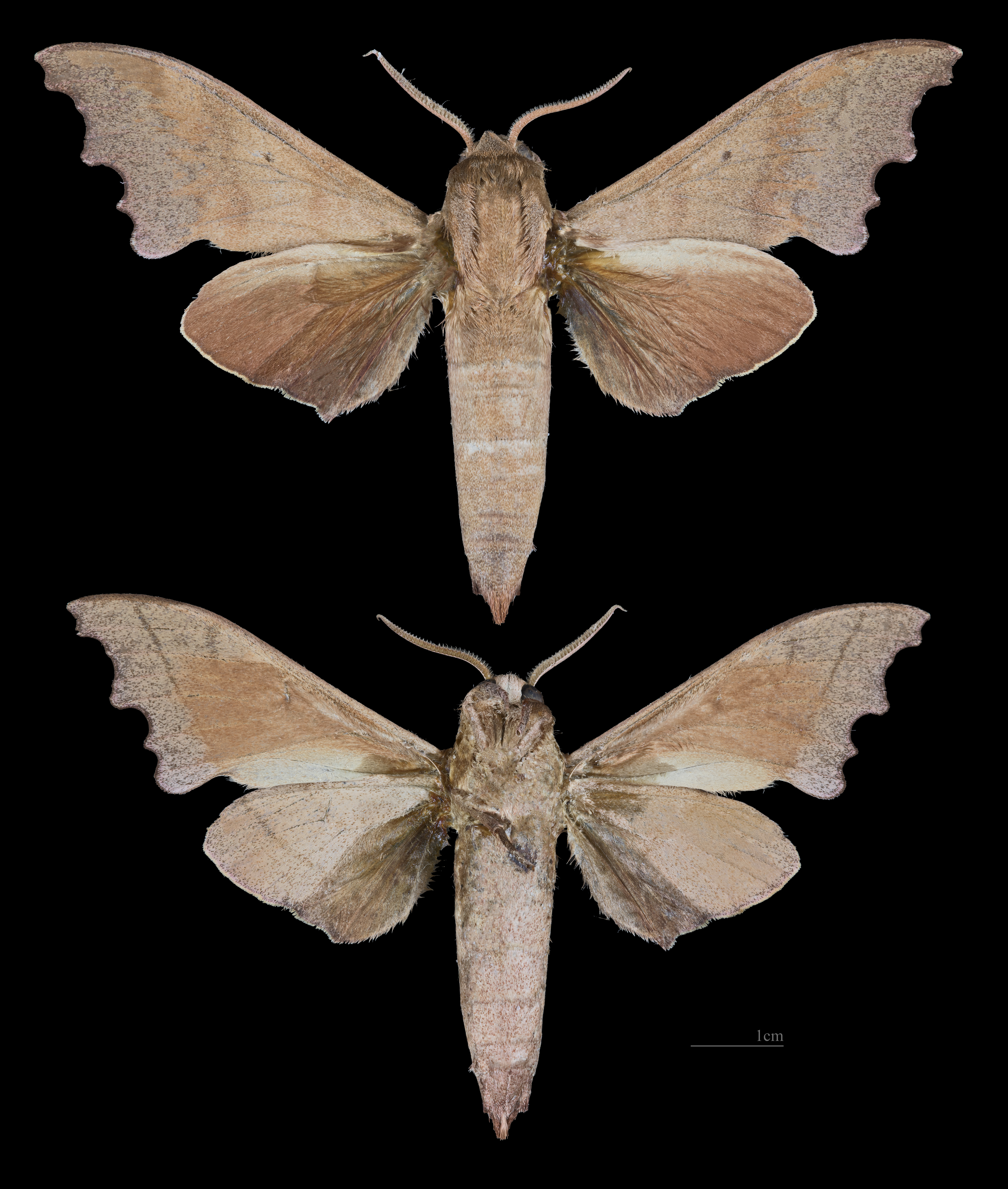
Cypa
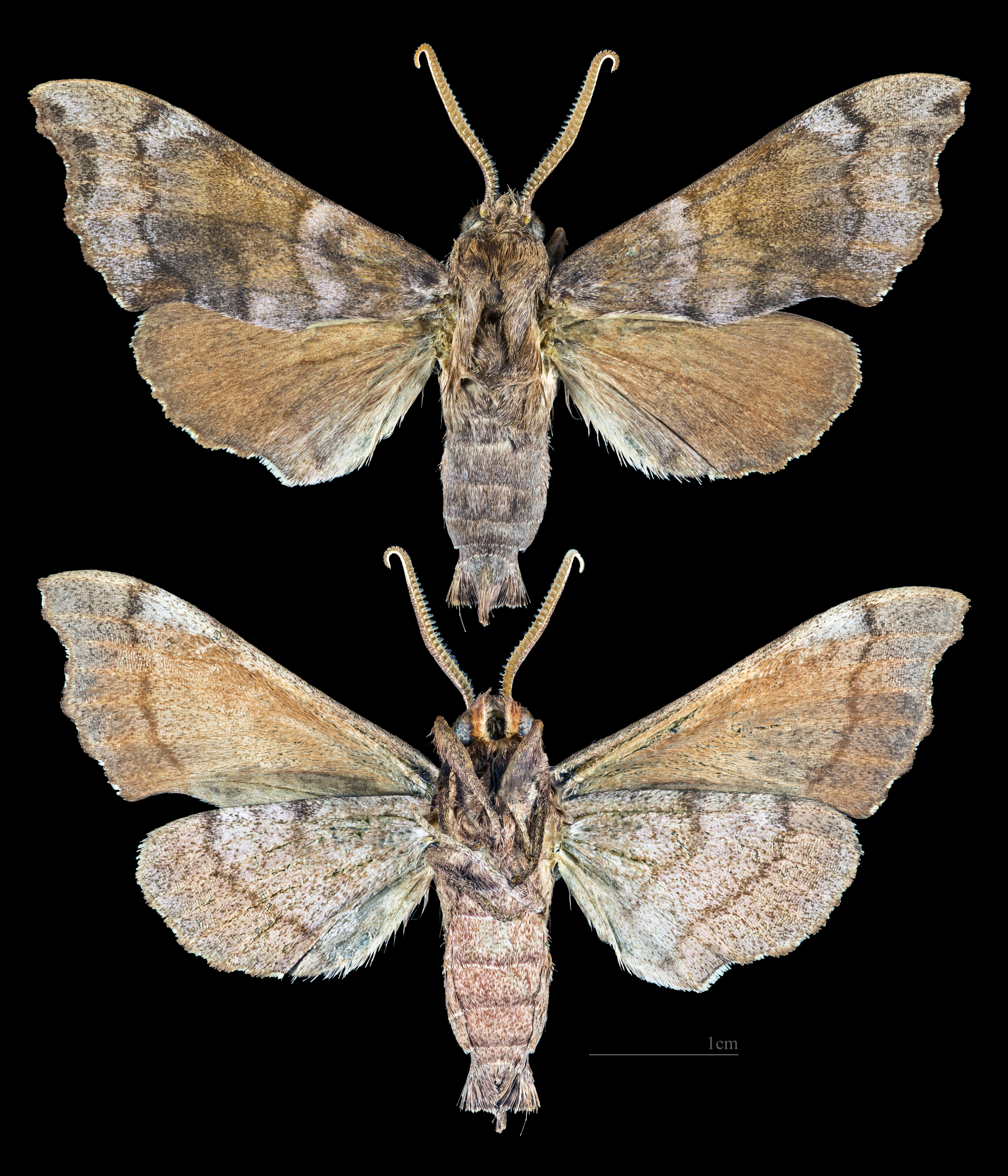
Cypoides
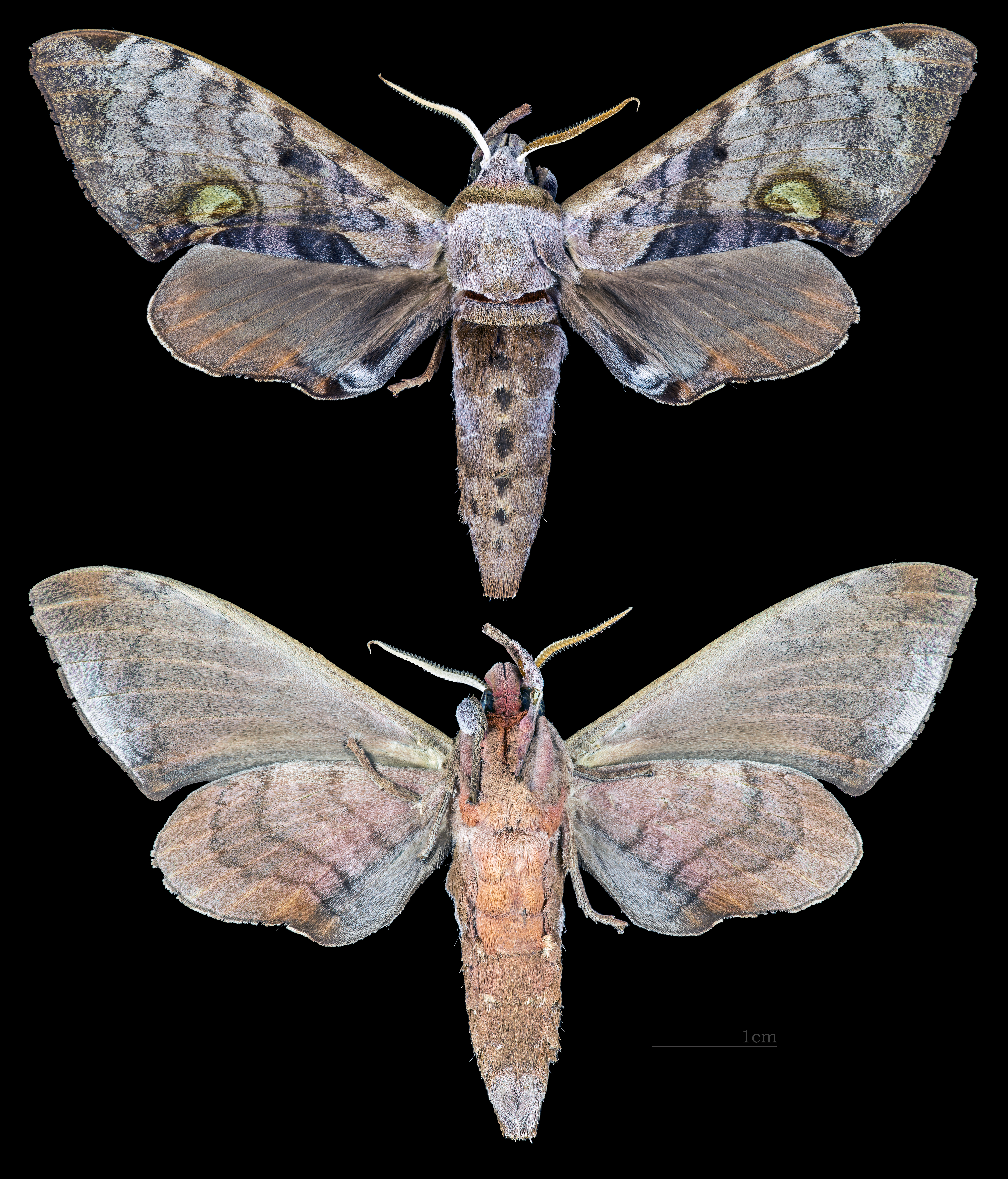
Daphnusa
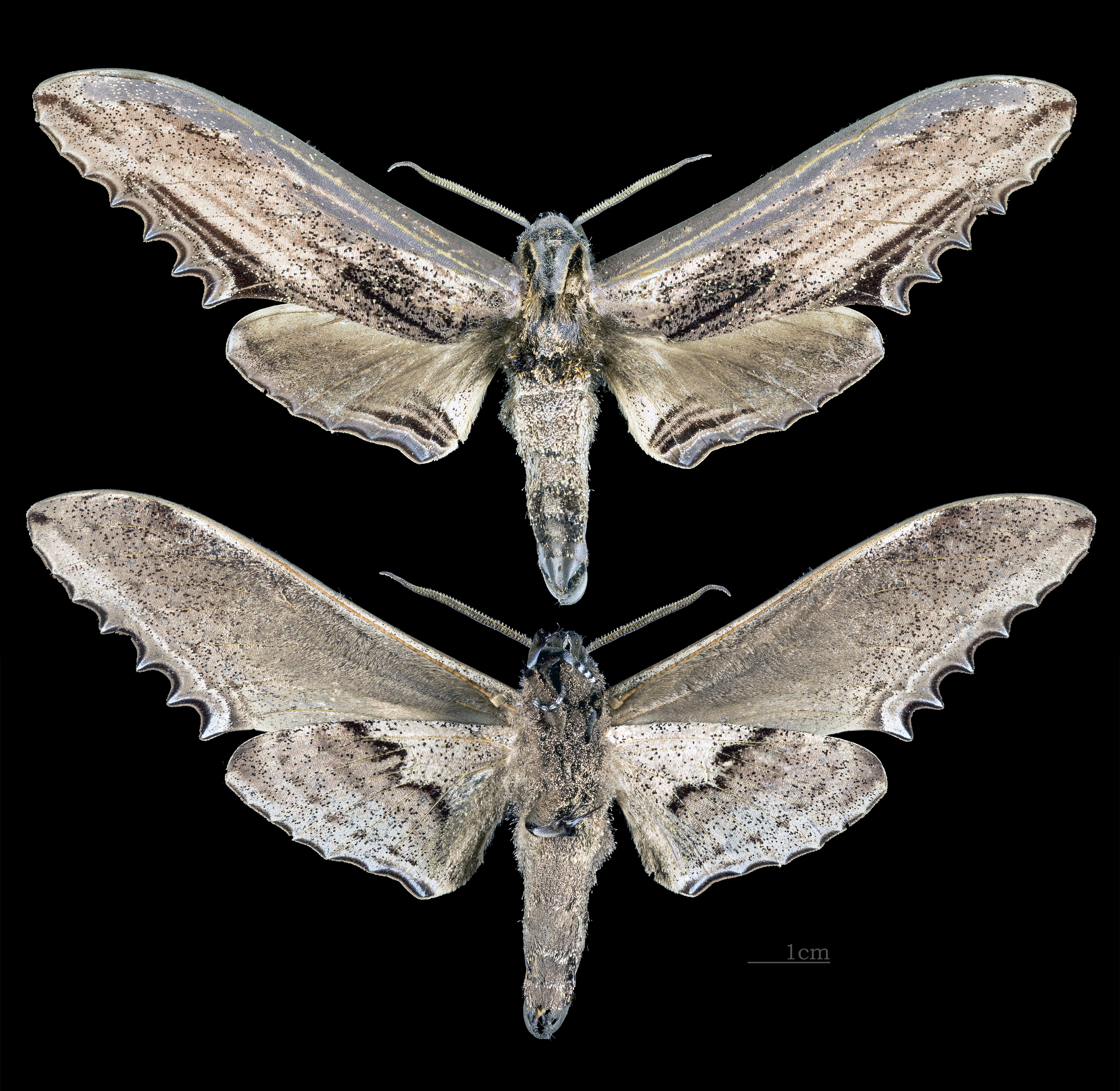
Langia
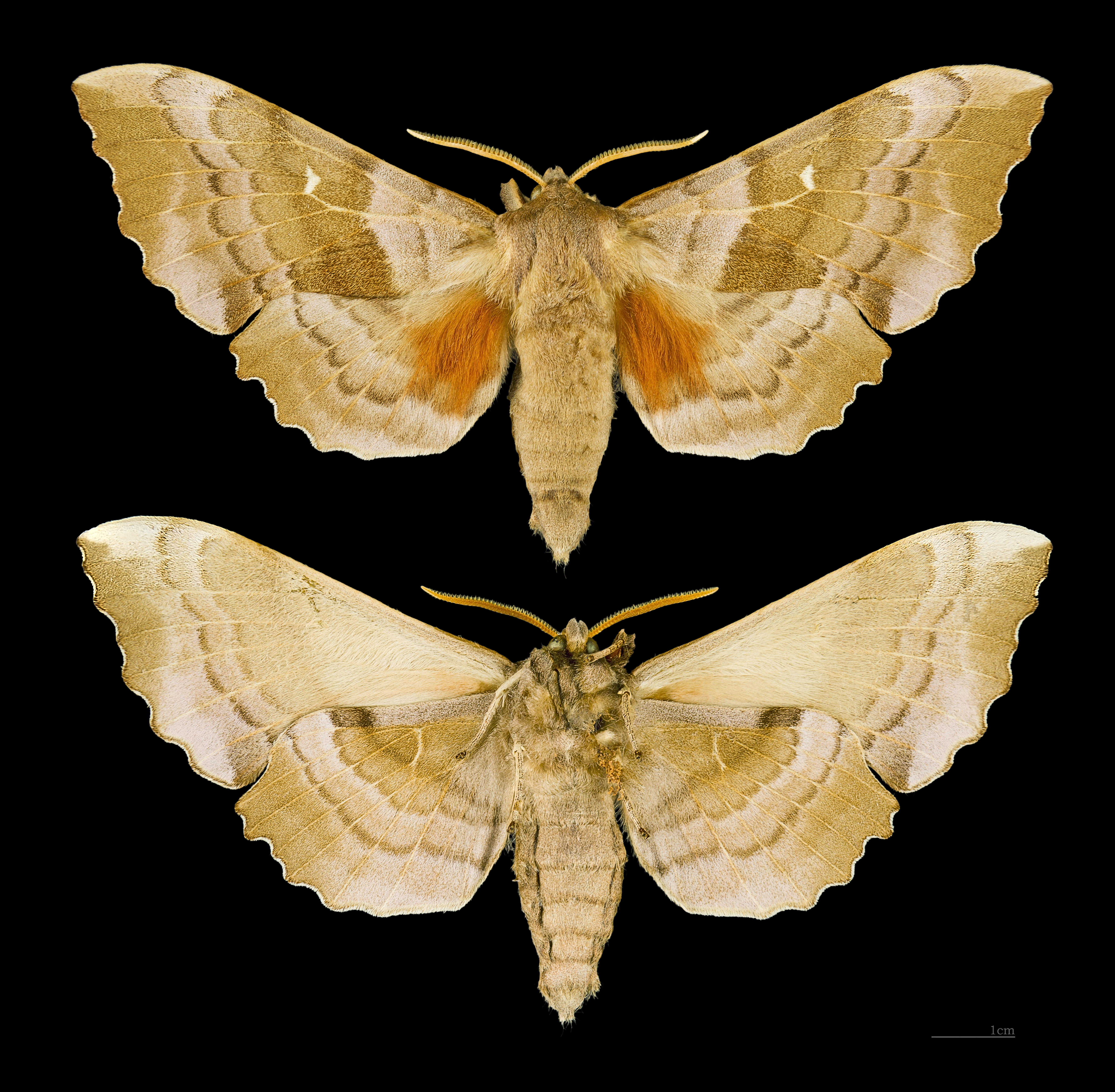
Laothoe
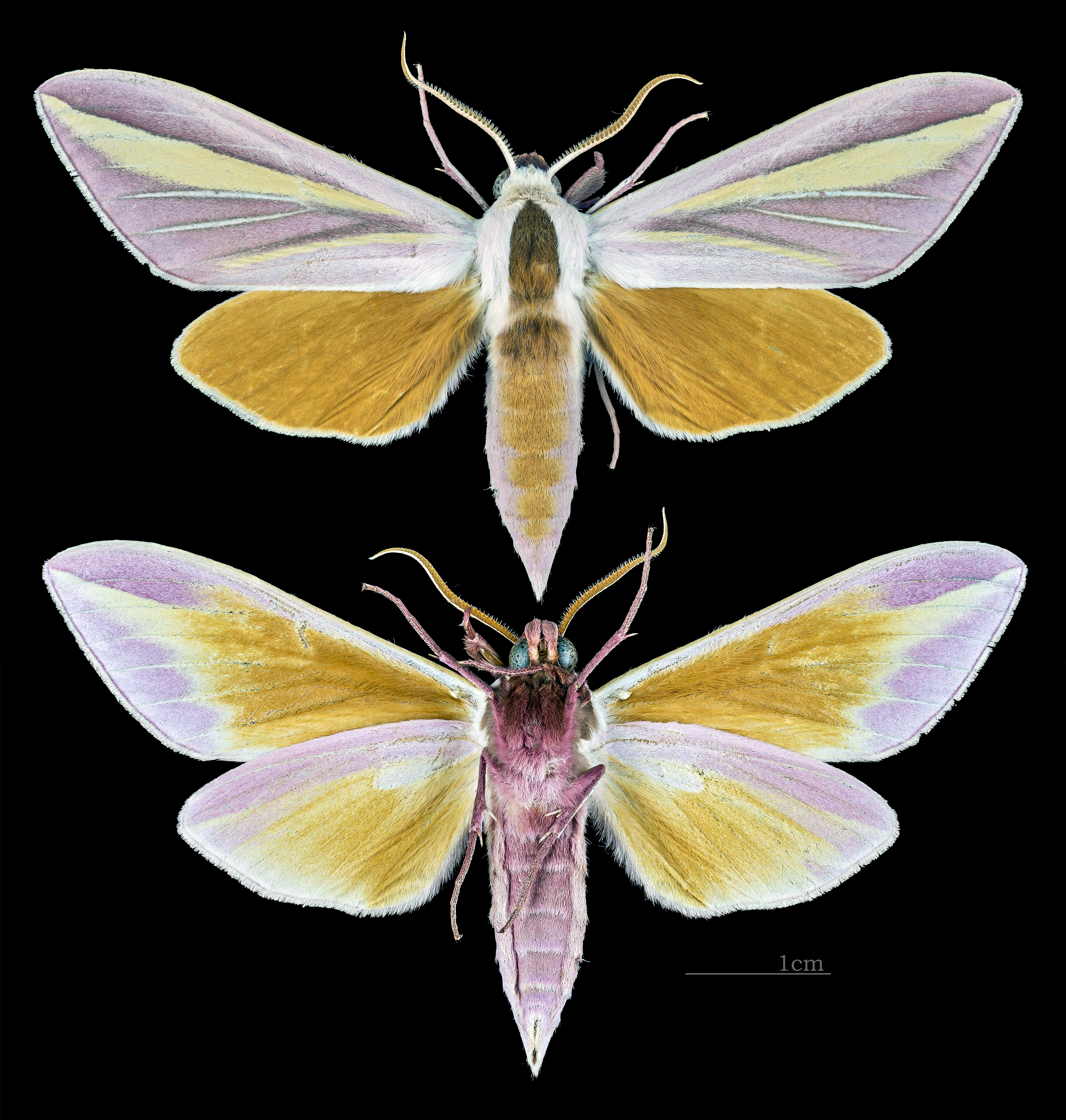
Leucophlebia
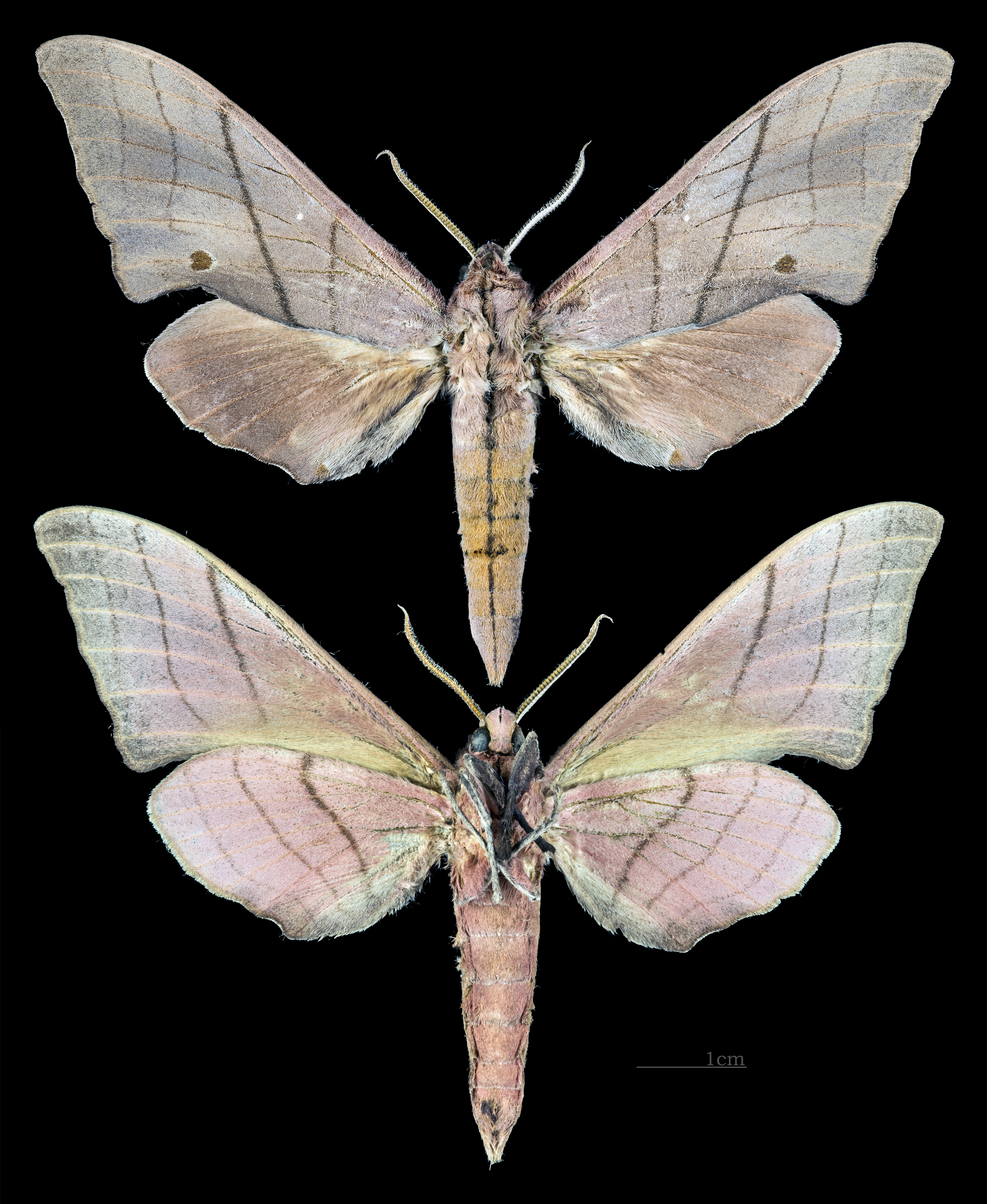
Marumba
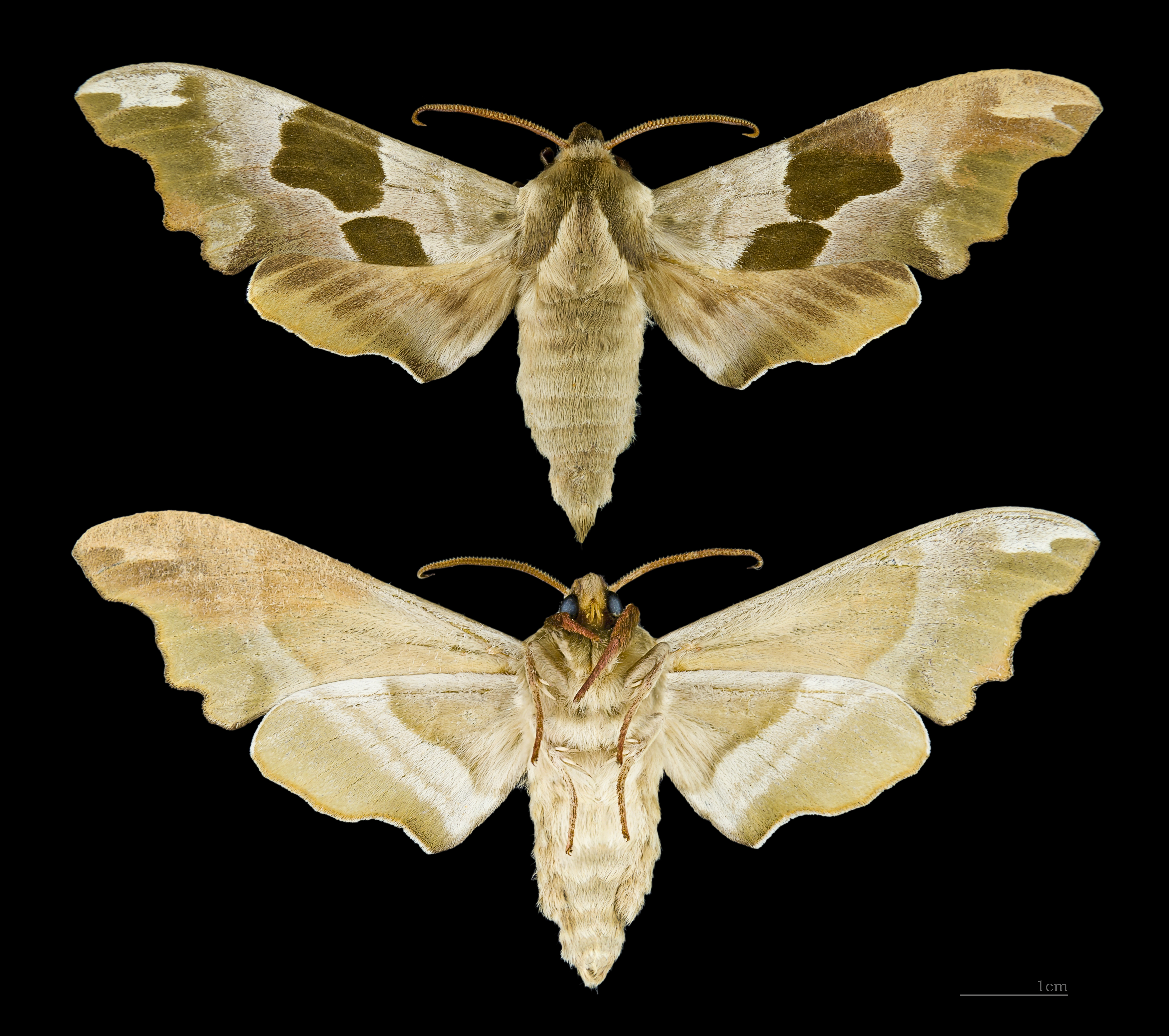
Mimas
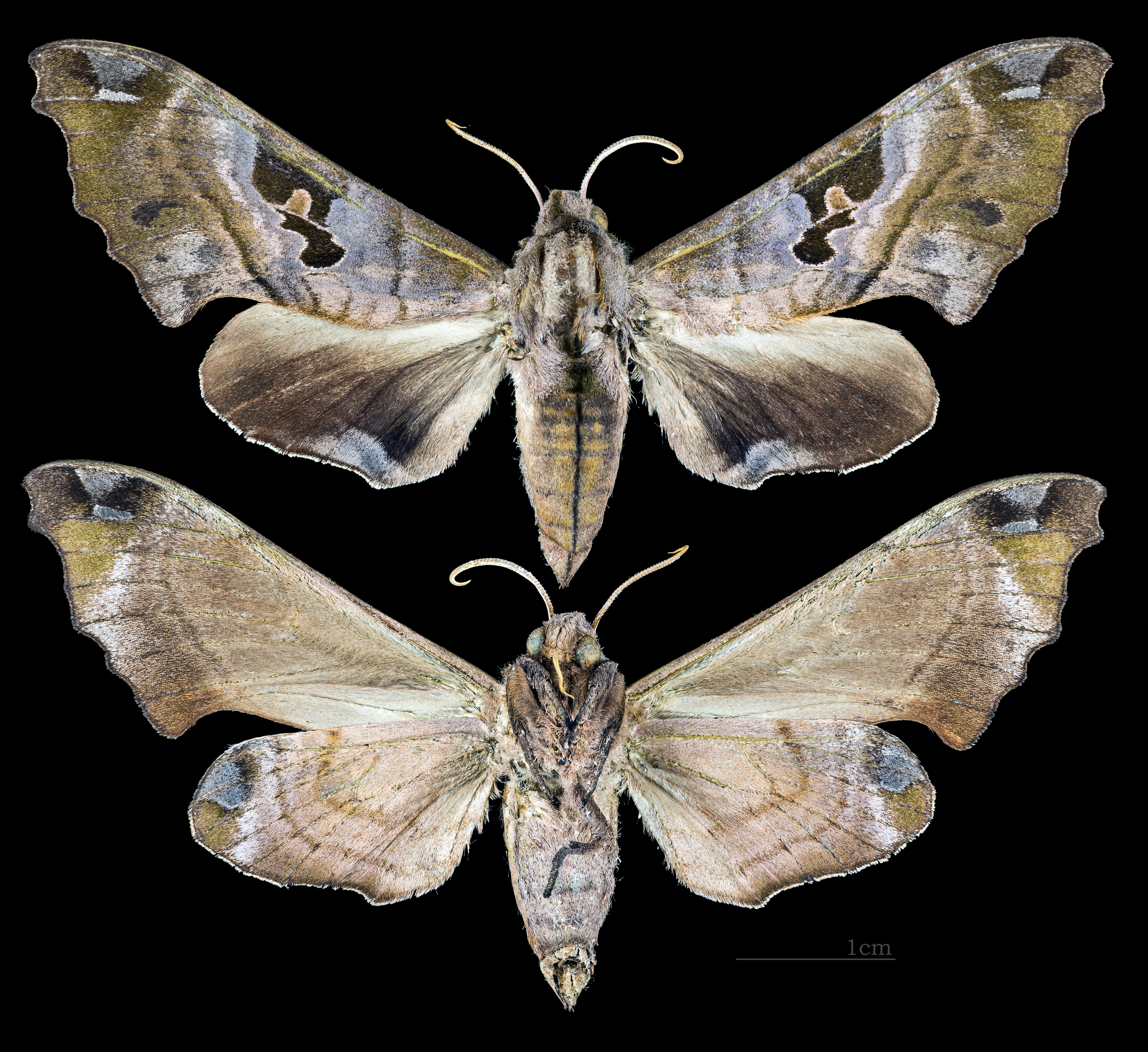
Morwennius
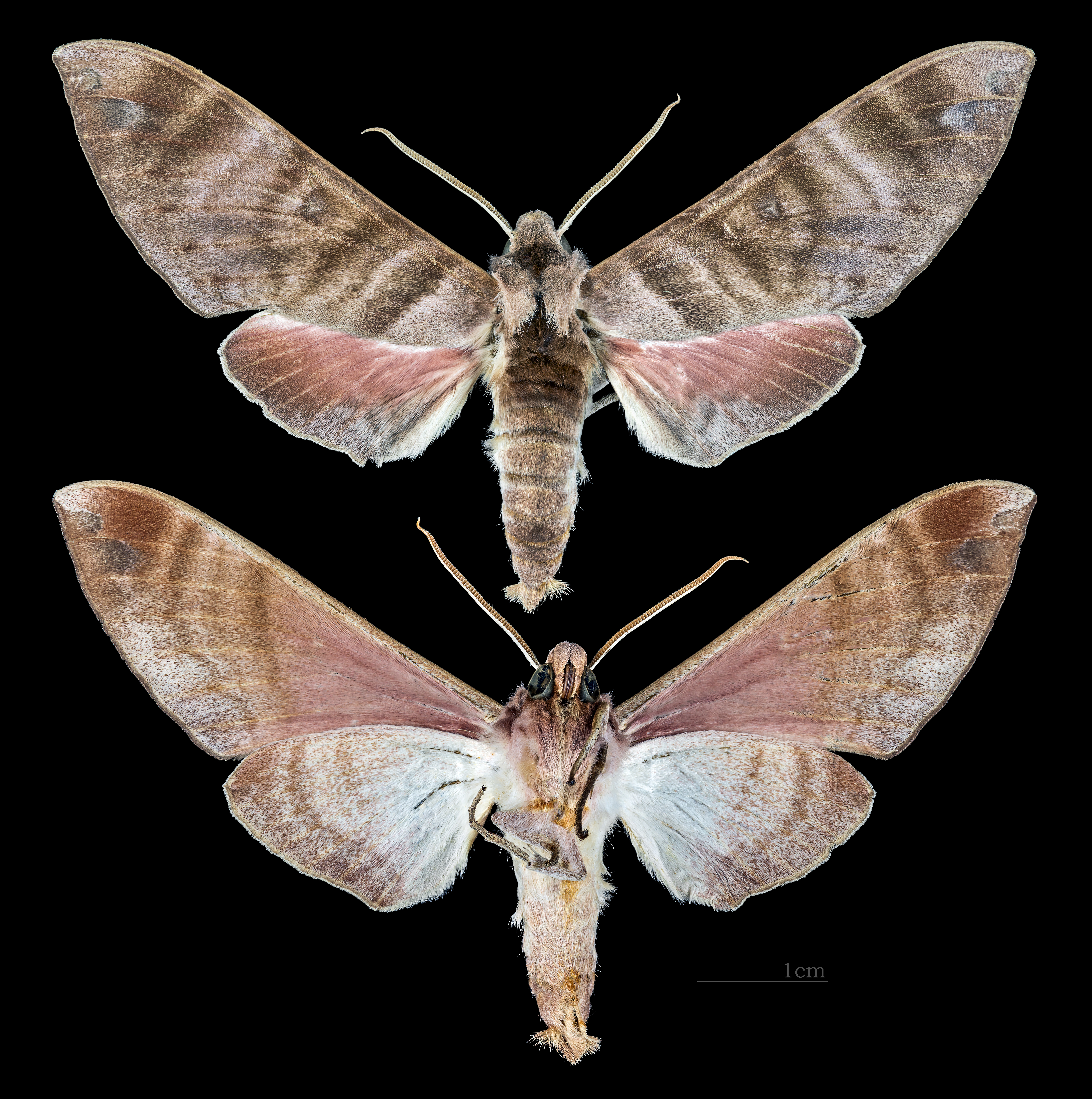
Opistoclanis
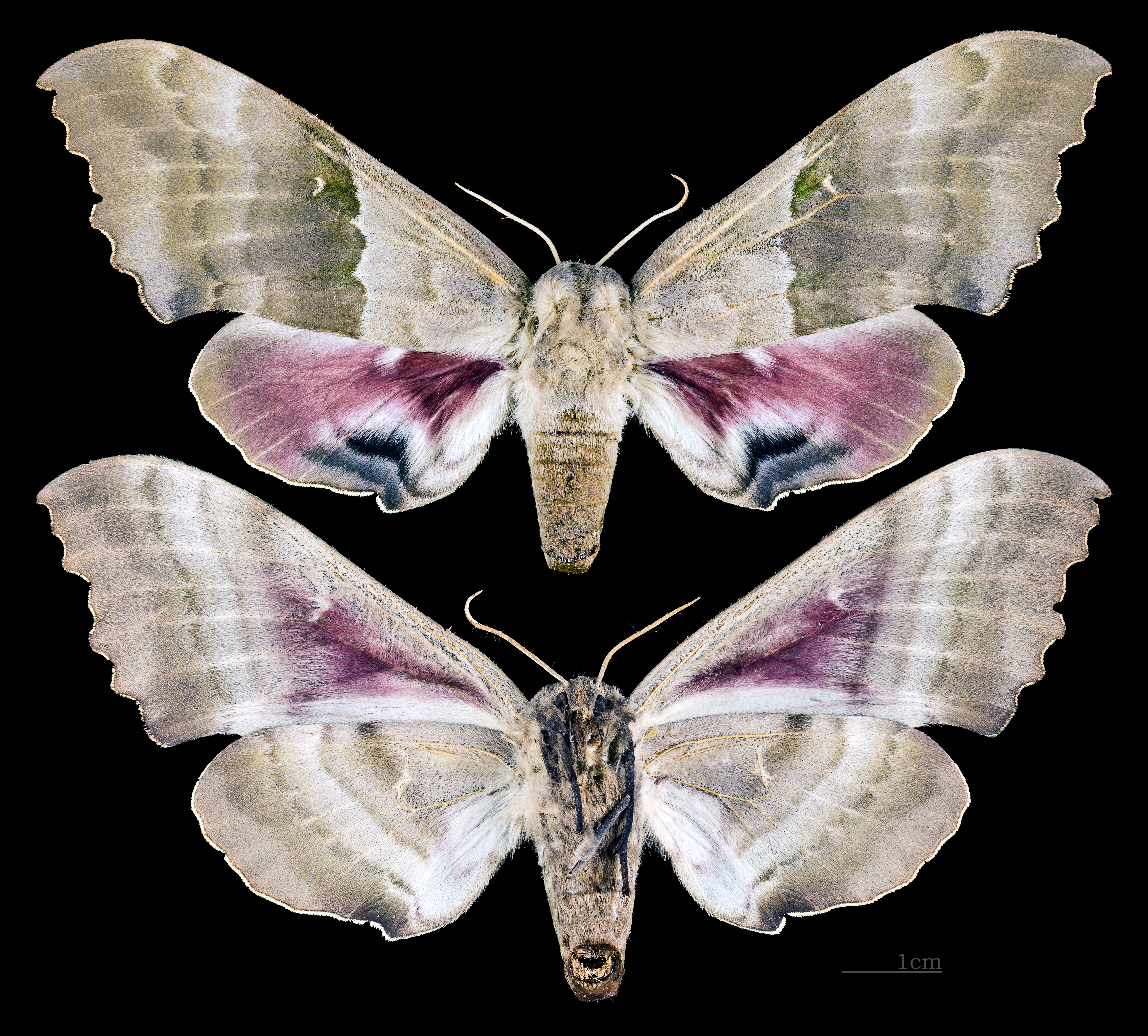
Pachysphinx
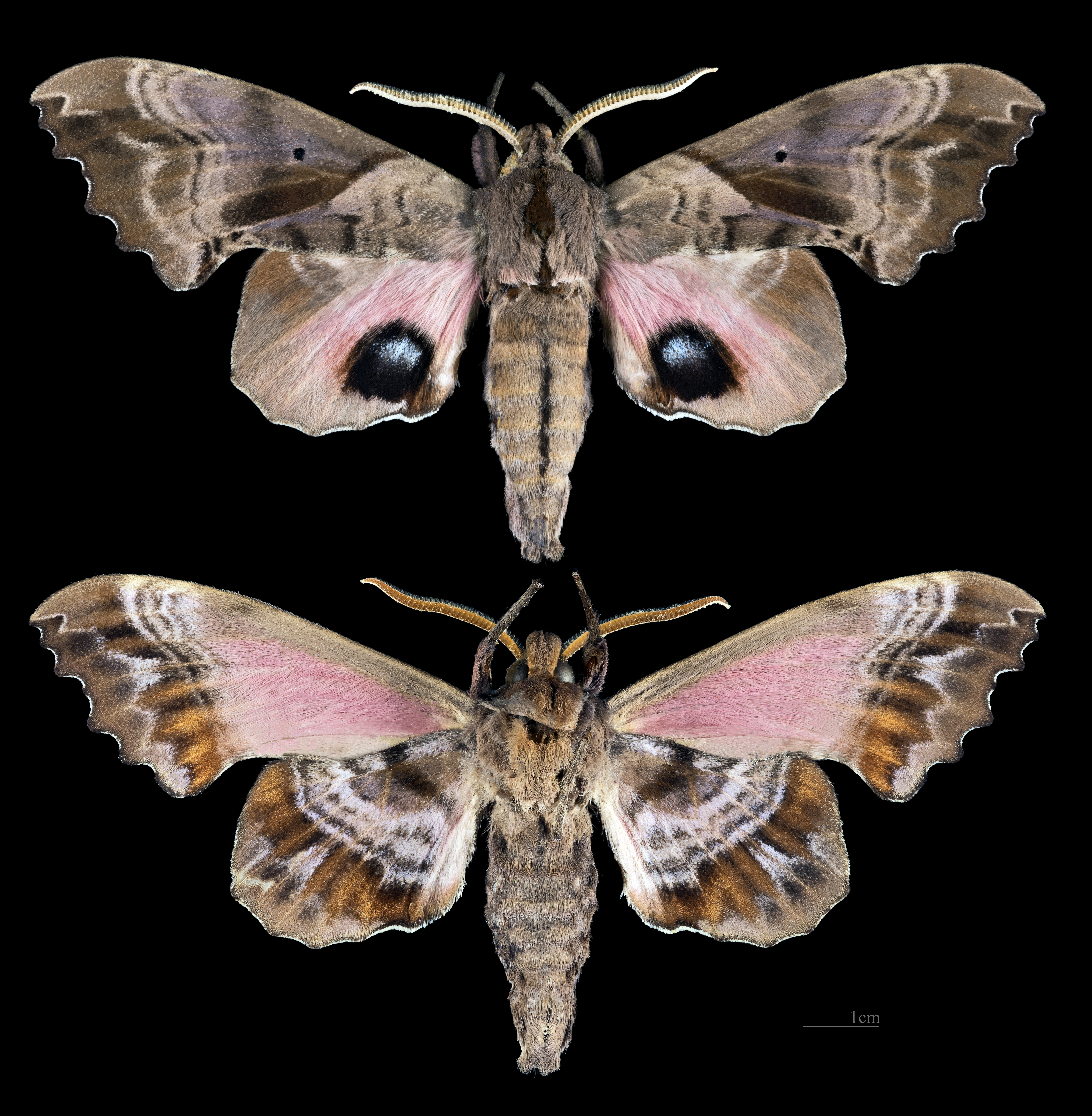
Paonias
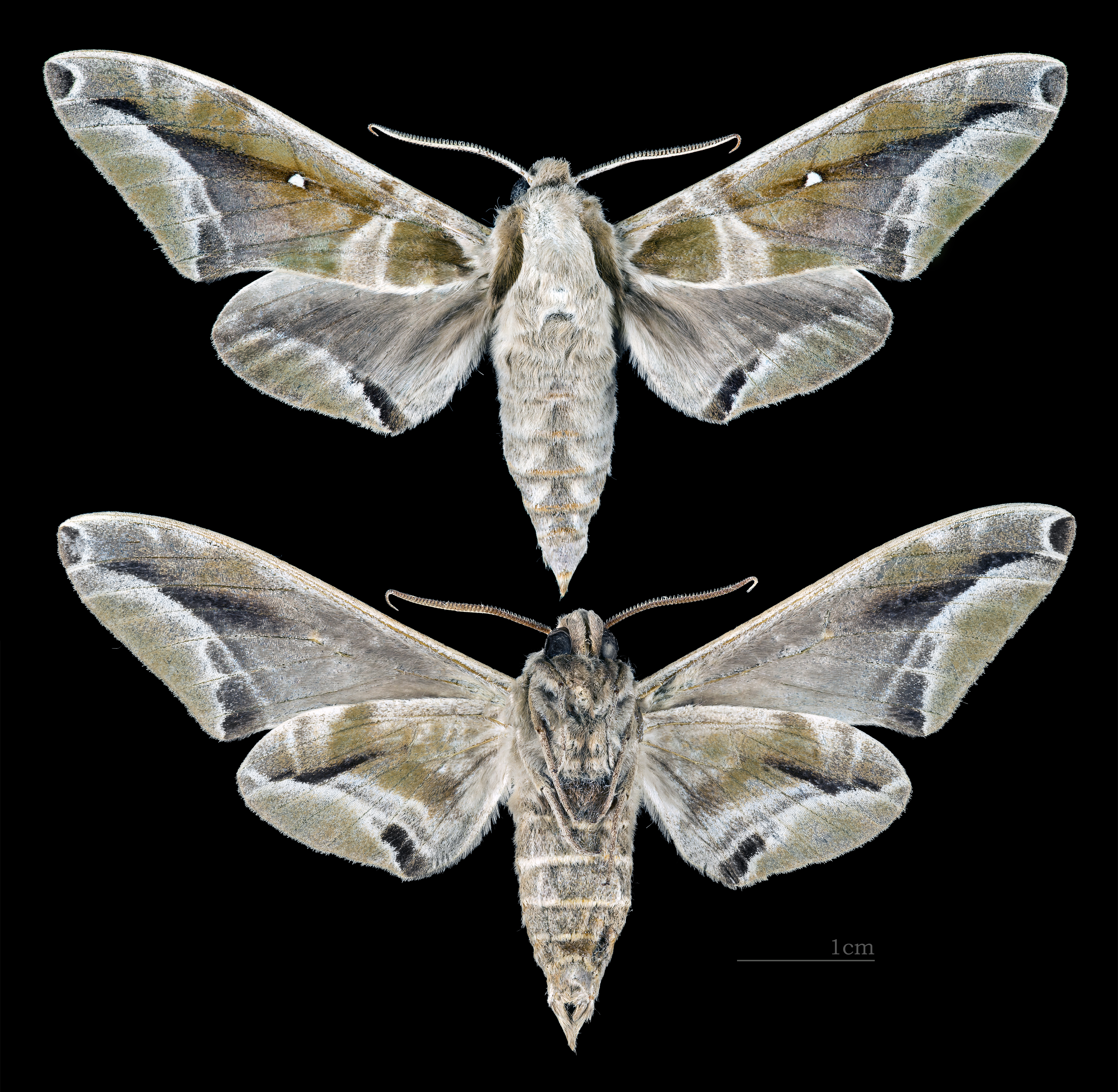
Parum
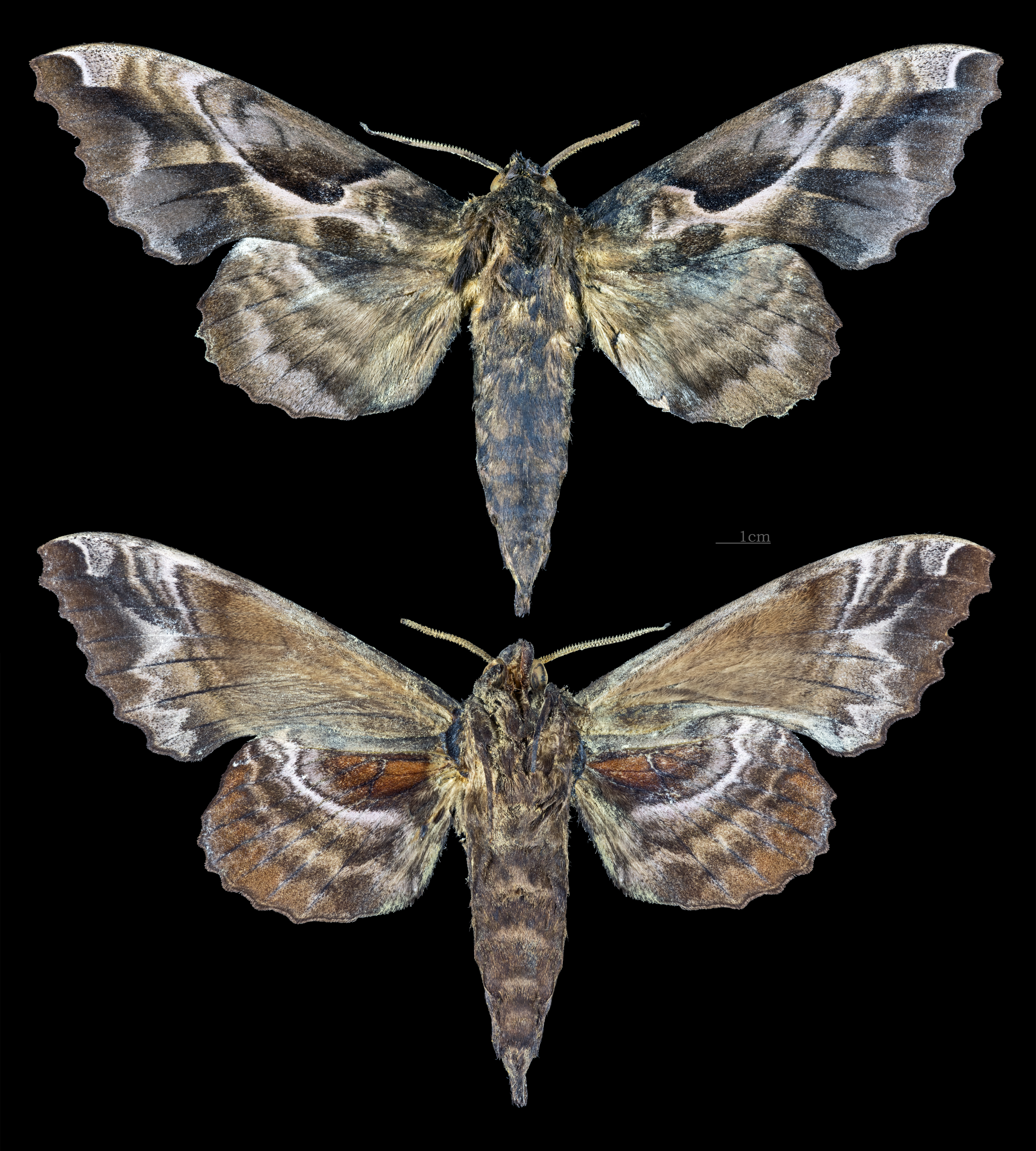
Phyllosphingia
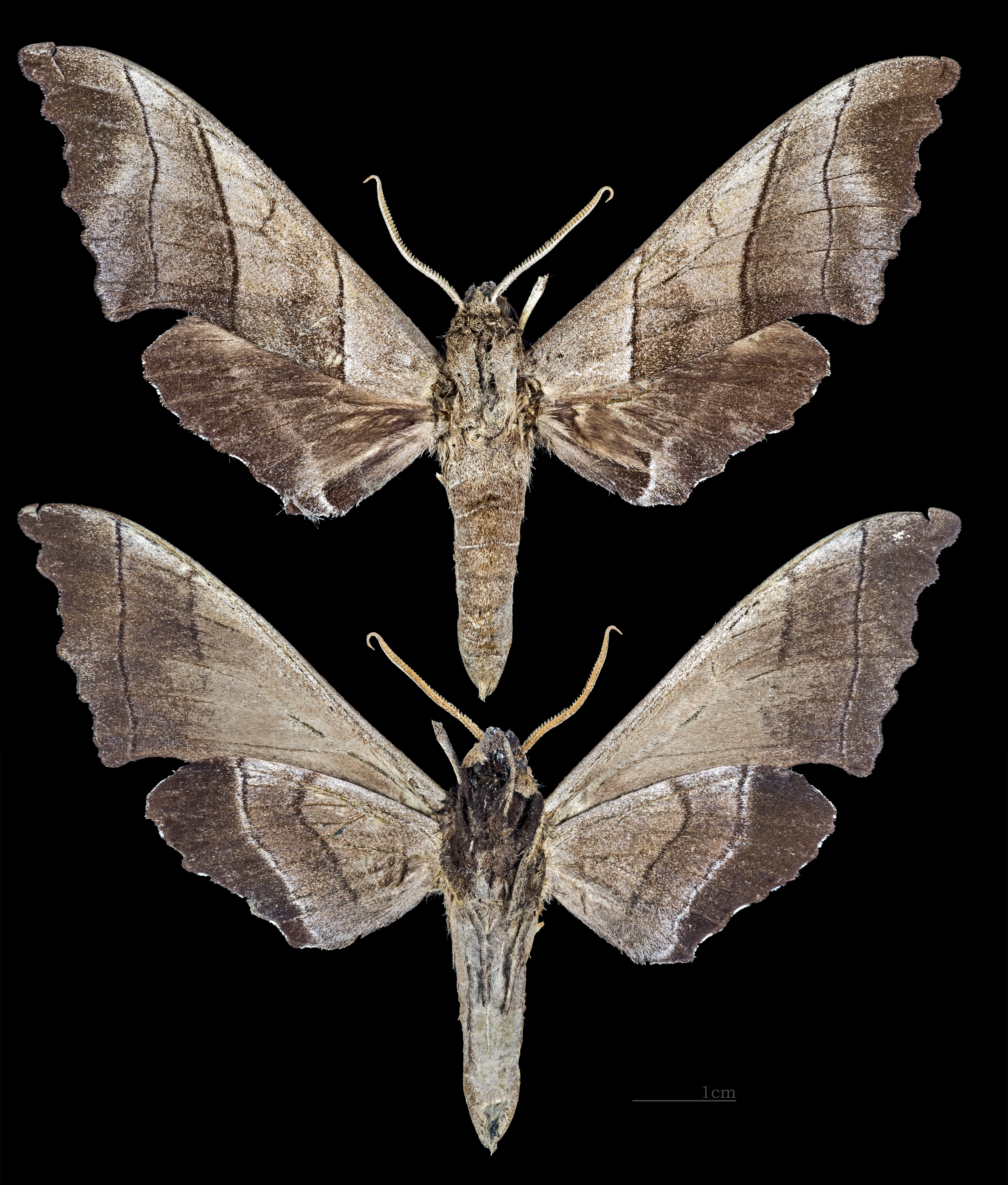
Polyptychus
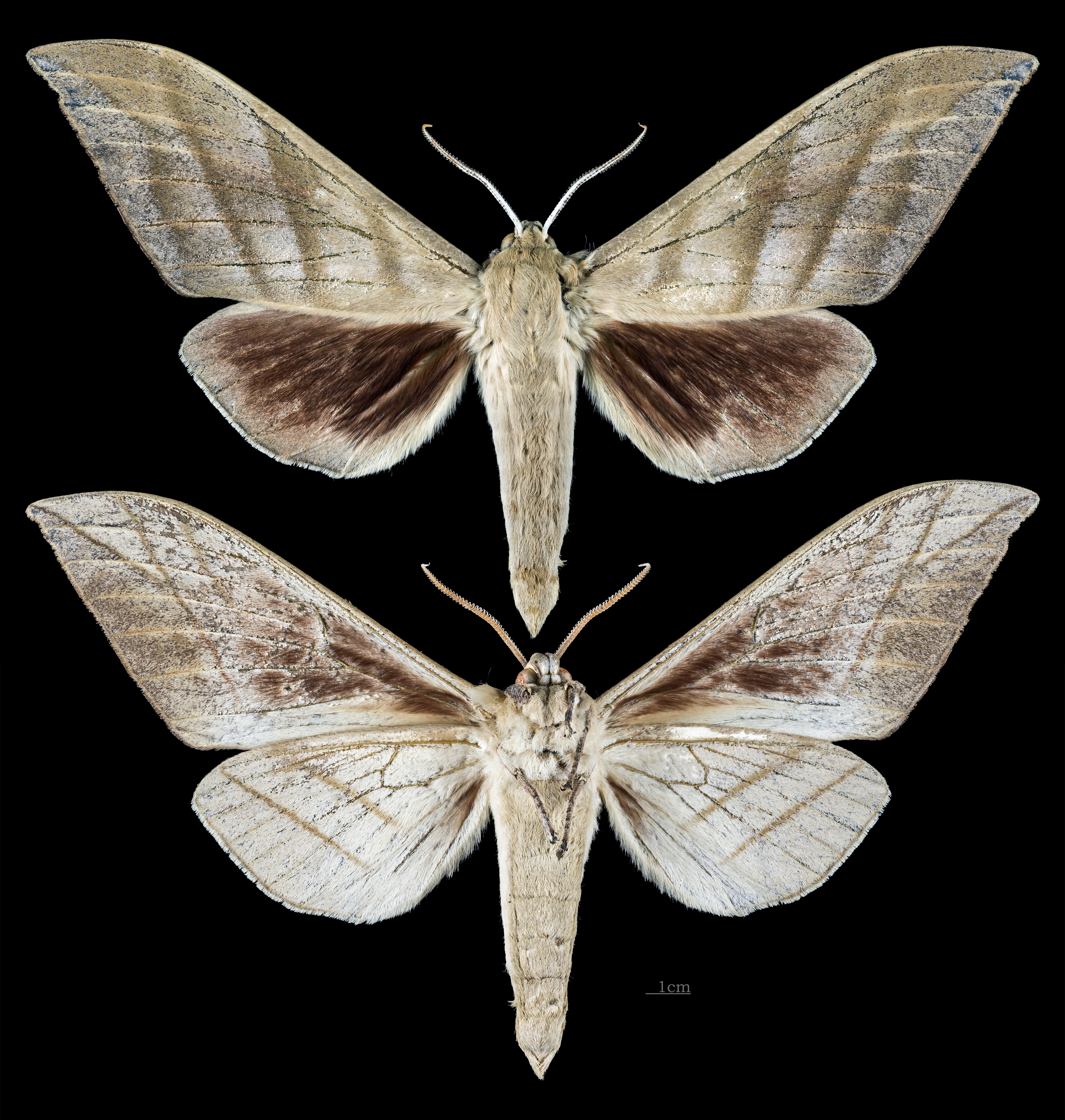
Rhodambulyx
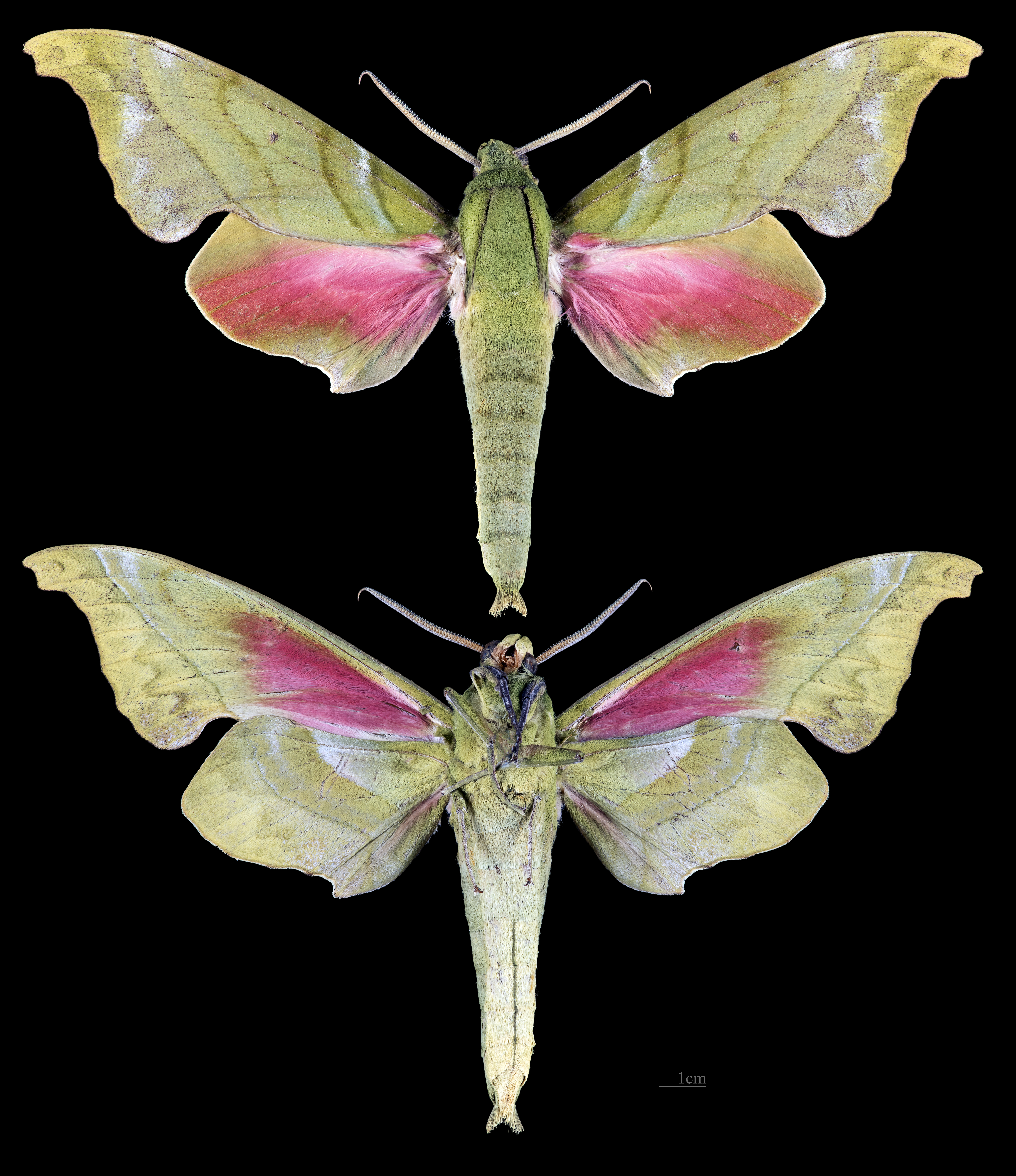
Rhodoprasina
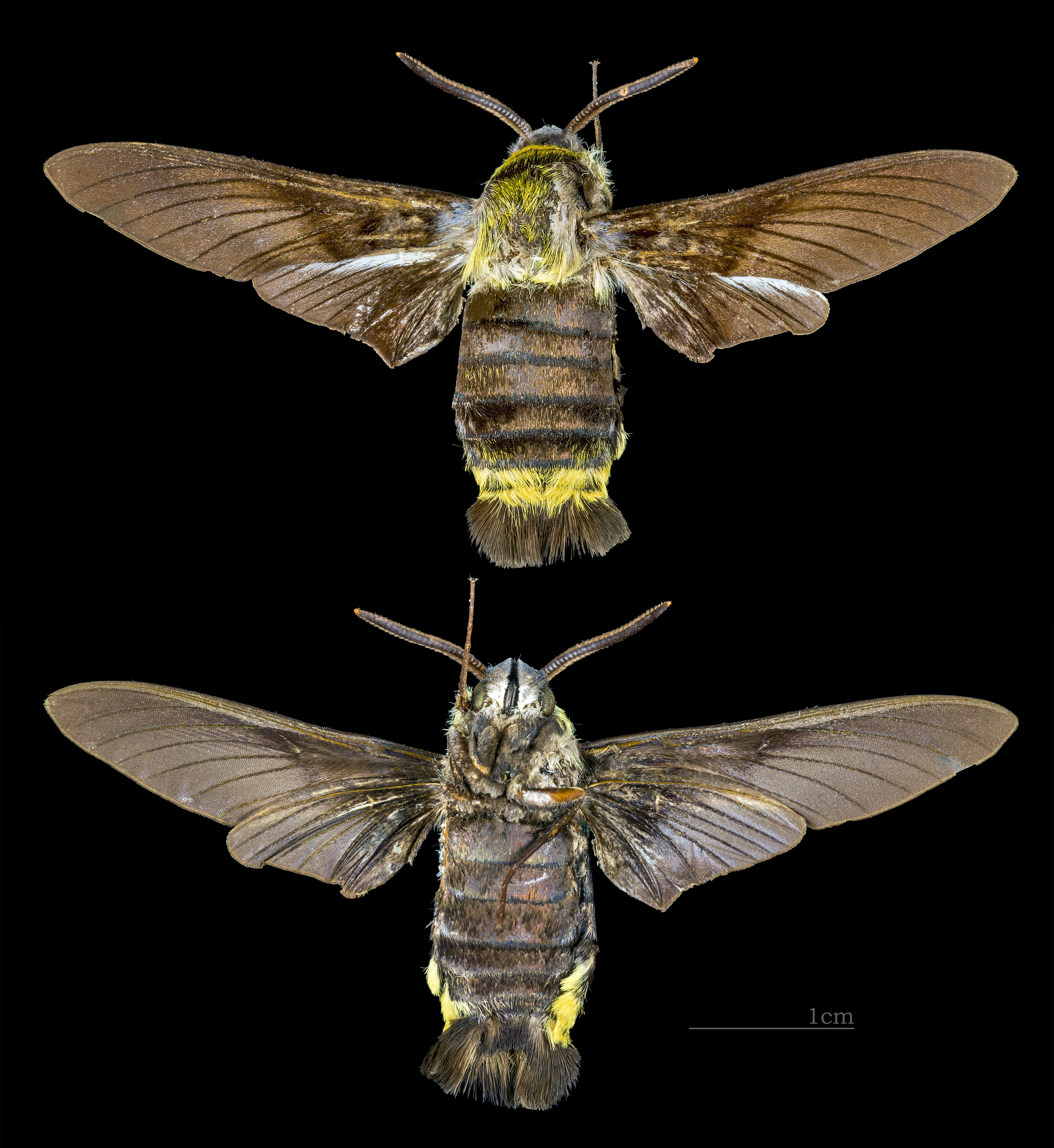
Sataspes
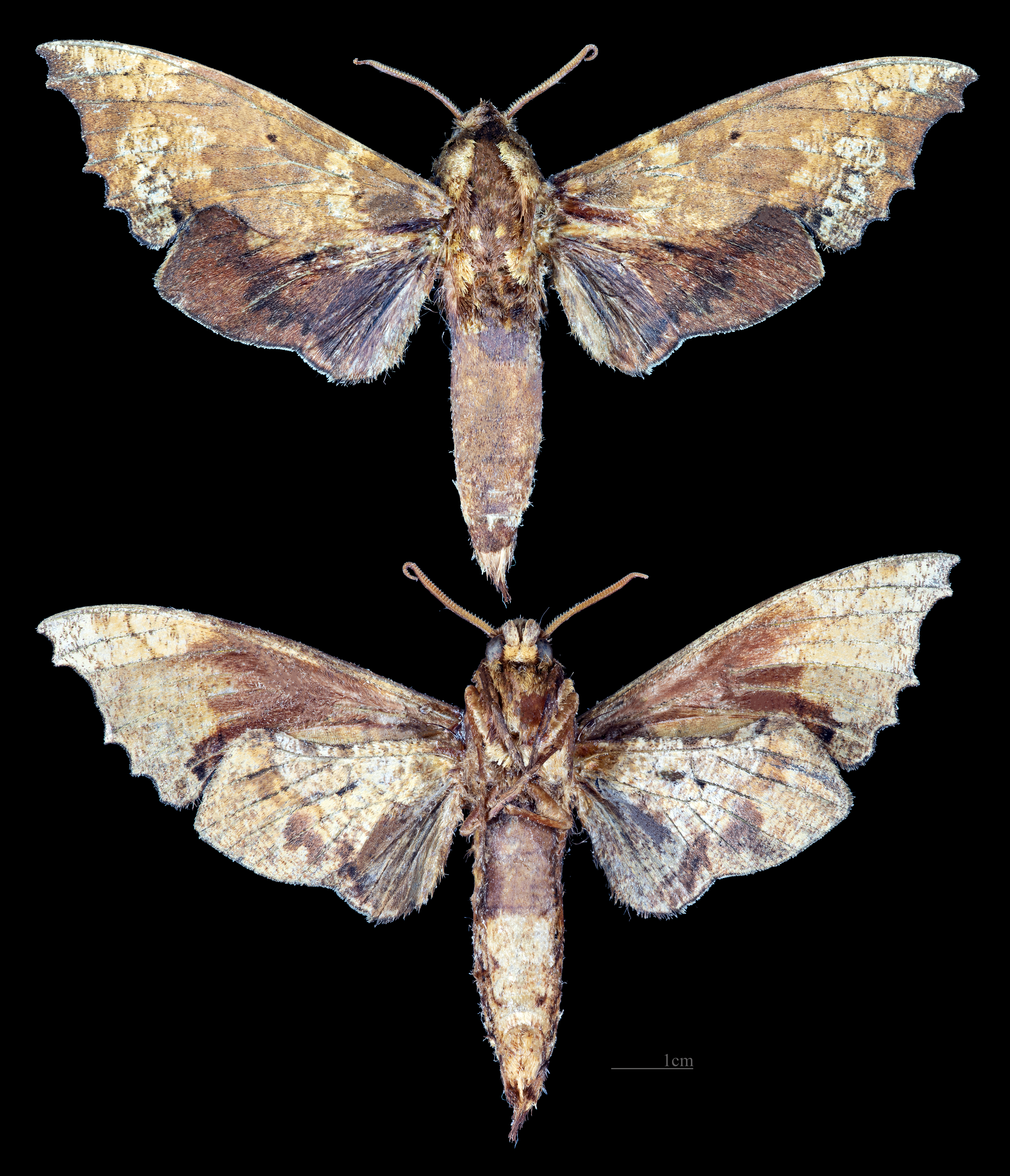
Smerinthulus
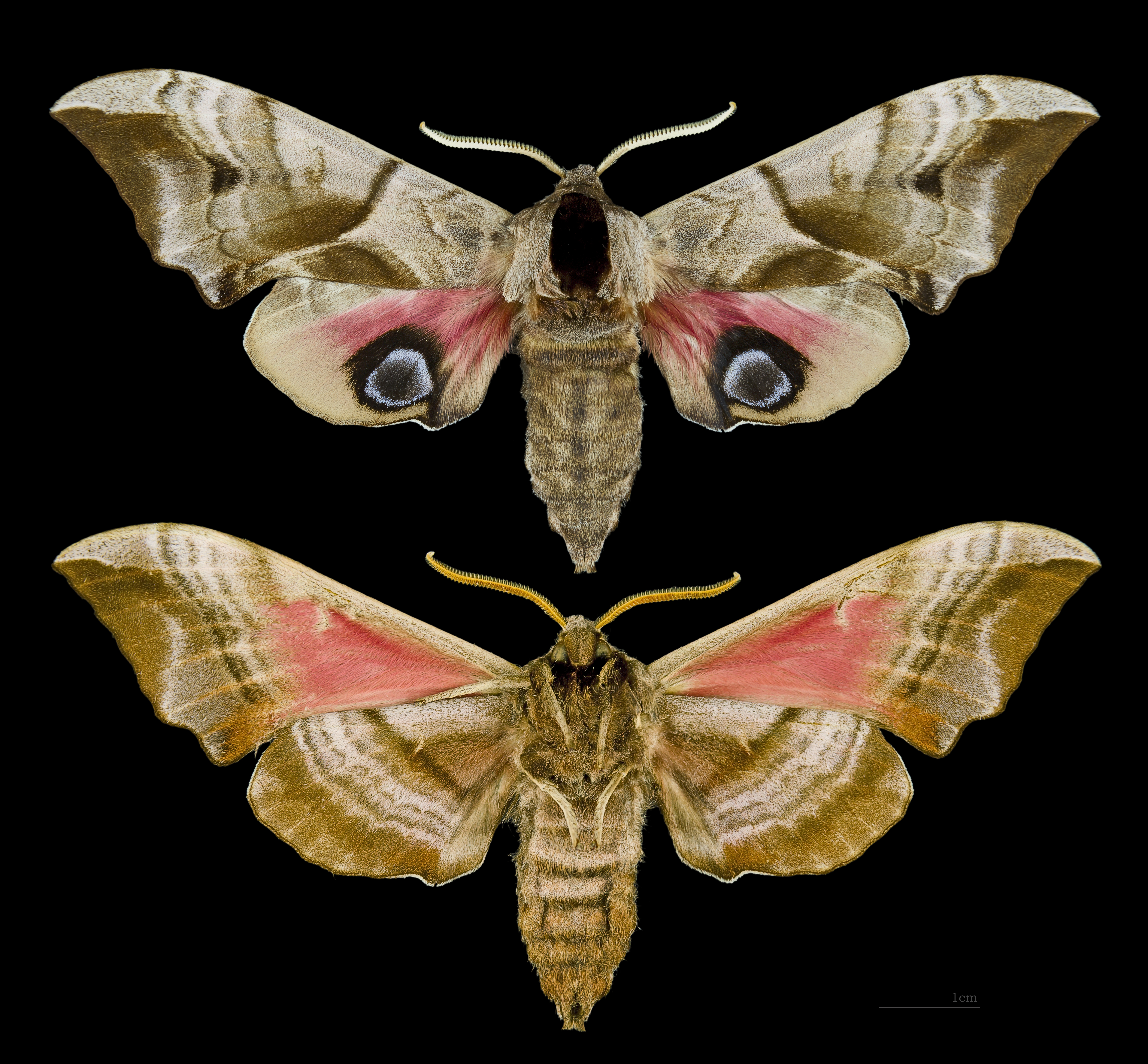
Smerinthus

### Sinonimi
Non sono stati riportati sinonimi.